# Lilia Lemoine
Lilia Adela Bolukalo Lemoine (José León Suárez, Argentina 7 de noviembre de 1980), más conocida como Lilia Lemoine, es una cosplayer, influencer y diputada del estado argentino. Desde el 10 de diciembre de 2023 se desempeña como diputada nacional por la provincia de Buenos Aires.

## Biografía
Nació en 1980 en una familia de clase media de José León Suárez, hija de un comisario bonaerense, Miguel Néstor Bolukalo, y de Lilia Elena Lemoine, ambos fallecidos, de ascendencia judía, rusa y ucraniana.  Vivió en Ituzaingó. Ingresó a la carrera de ingeniería en la Universidad de Morón en el año 2000, hasta el 2005, pero abandonó su estudios. Previamente a su carrera en política, trabajó en atención al cliente en negocios de carpintería y como administradora de locales. A los 29 años empezó como cosplayer y a los 33 se profesionalizó en eventos de cómics y anime.
Creó su primer canal de YouTube llamado Lilia Lemoine en el 2007, donde cantaba, realizaba cosplay y sketches y daba su opinión personal acerca de diversos temas. Su exposición y fama en las redes sociales se incrementó debido a la asociación y participación en los  contenidos del youtuber denominado Danaan (Manuel Jorge Gorostiaga), un referente de la nueva derecha libertaria que estaba creciendo en Argentina en esos años. En dichos videos se atacaba al progresismo , a la izquierda y principalmente al feminismo, con la denominación de " ideología de género".  

### Vida política
Ingresó a la política en 2019 de la mano del economista José Luis Espert, como candidata a diputada nacional por la Ciudad Autónoma de Buenos Aires en el Frente Despertar, obteniendo un 1,82 % de los votos. No resultó electa. Durante la campaña electoral una de las tareas de Lilia Lemoine fue recorrer escuelas y participar en debates con referentes de otros partidos políticos.  Luego se vinculó con Javier Milei a través de su hermana, Karina Milei. Su primer trabajo fue como maquetista y supervisora de los efectos especiales en la obra de teatro El consultorio de Milei.
Esos vínculos la llevaron a integrar las filas de La Libertad Avanza desde sus comienzos, y luego, en 2023, se postuló nuevamente como candidata a diputada nacional por la provincia de Buenos Aires.
Entre 2021 y 2023 se desempeñó como asesora de la legisladora porteña Lucía Montenegro, y llevó a cabo tareas en el área de comunicación en La Libertad Avanza.

#### Diputada de la Nación
Fue elegida diputada nacional en las elecciones legislativas de Argentina de 2023 con el 25.44 % de votos. El 18 de octubre de 2023 mencionó que el primer proyecto como diputada sería la posibilidad de los hombres de renunciar a la paternidad en caso de comprobarse que fuera no deseada, proyecto que según expertos violaría varios derechos protegidos por la Convención sobre los Derechos del Niño. También promovió la idea de cerrar organismos como el Instituto Nacional de Cine y Artes Audiovisuales (INCAA) y privatizar medios de comunicación públicos para que el  estado no tuviera que pagar los gastos que generan. La mujer que la agredió fue detenida en el lugar.
En mayo de 2024 fue designada como primera secretaria de la comisión de ciencia y tecnología. lo que fue recibido con resistencia en las redes sociales debido a sus opiniones públicas sobre el terraplanismo, en contra de las vacunas contra el covid-19 y su cuestionamiento al alunizaje. Lemoine se defendió diciendo que «están generando un relato a partir de una mentira» y que es «algo peligroso que haya alguien (terraplanista) en el gobierno», ya que los videos son de un piloto de un programa que trataba con sarcasmo a los conspiranoicos, donde ella iba a ser la conductora

## Controversias

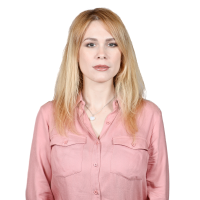
Fotografía de la diputada nacional el 10 de diciembre de 2023.

En mayo de 2020 al comienzo de la pandemia por COVID-19, propuso en su canal de YouTube que personas contagiadas por la enfermedad tosieran sobre una mesa, para que luego personas no contagiadas "chuparan" esa superficie y así determinar si el contagio se producía. En agosto del 2020 durante una protesta callejera le arrojó un huevo al móvil del canal C5N y fue demorada por la policía. Esa acción le dio mayor visibilidad pública.  
En 2022 se afirmó que estuvo involucrada en la promoción de un procedimiento estético irregular para cambiar el color de ojos que habría terminado por generar problemas de visión en los pacientes. Llevado a cabo por el presunto oftalmólogo Pablo Garrot en Recoleta, Lemoine trabajó como influencer publicitando el tratamiento en grupos de Facebook entre 2015 y 2016.
En noviembre de 2023 la Asociación Síndrome de Down de la República Argentina (ASDRA) manifestó su rechazo al uso de la palabra «mongólico» y «mongo» como insulto por parte de Lemoine.
Ese mismo mes de noviembre de 2023 fue denunciada junto a Javier Gerardo Milei por «presuntas amenazas» bajo las figuras de «incumplimiento de los deberes como diputados» y «amenazar el estado de derecho que significa la democracia republicana». El hecho se dio a raíz de la respuesta que la diputada le brindó a la cronista Laura Mayocchi cuando quiso entrevistarla en vivo para la Televisión Pública en el contexto de un acto partidario de entrega de boletas en Constitución. Lemoine contestó  que el futuro gobierno iba a privatizar el canal de televisión para el que trabajaba y le indicó a la reportera «procurá ser una buena trabajadora».
También ese mismo mes retuiteó en la red social X (antes conocida como Twitter) un mensaje de un referente neonazi de Mar del Plata, Carlos Pampillón, indicando que se trataba del «mensaje de un patriota», seguido de «basta de mordaza ideológica».
En agosto de 2024 trascendió en los medios nacionales una declaración de Lemoine señalando que el periodista y excandidato a vicepresidente, Luis Rosales, y el diputado nacional José Luis Espert son homosexuales, y que Espert se casó a modo de "tapadera", seguido de varios improperios contra su esposa. La diputada confirmó que es un audio real y no desmintió nada de lo que dijo, sólo señaló que se trata de un audio viejo y que, cuando lo grabó, estaba enojada con el entorno del economista.
En octubre de 2024 se encontraba de gira en Ucrania cuando Milei vetó la Ley de Financiamiento Universitario; decidió volar al país para votar contra la ley de financiamiento universitario y luego irse de vuelta.
En marzo de 2025, en la antesala de la campaña electoral de las elecciones para legisladores de la ciudad de Buenos Aires, denunció ante el periodista Esteban Trebucq que el jefe de Gobierno porteño enviaba fotos de sus partes íntimas a mujeres sin su consentimiento.
En junio de 2025 Lilia Lemoine intervino en el conflicto del Hospital Garrahan y realizó declaraciones  críticas de los médicos del mismo que generaron un amplio repudio de diversos sectores sociales.
El 25 de junio de 2025 recibió agresiones verbales de parte de manifestantes que protestaban frente al Congreso.  En julio del 2025 Lilia Lemoine fue denunciada  por  el delito presunto de coacción por parte de la diputada Lourdes Arrieta.
El 4 de agosto de 2025 Lilia Lemoine fue denunciada por  la vicepresidente Victoria Villarruel. La acusación  consistió  en la  difusión de falacias y mentiras en las redes sociales acerca del rol de la vicepresidenta argentina por parte de Lilia Lemoine. La denuncia fue la respuesta de la vicepresidenta a los ataques y cuestionamientos recibidos  por parte del presidente Javier Milei y sus voceros, entre ellos Lemoine. La diputada Lilia  Lemoine le restó importancia a la denuncia.     

## Posturas
Durante la campaña electoral se viralizó en redes sociales un video donde promueve el terraplanismo;  En la elección del 2019  sostuvo posturas liberales y criticas del peronismo y el macrismo. Cuestionó la cifra de los 30.000 desaparecidos  y reclamó memoria completa. Repitió frases del candidato José Luis Espert en relación al " curro de los derechos humanos" y manifestó que su familia había sido víctima de la violencia  de las organizaciones guerrilleras.  En 2020 fue muy crítica de la cuarentena  que se implementó como consecuencia de la pandemia del covid y participó de marchas y manifestaciones en  contra de la misma.  En noviembre de 2024 reconoció en su intervención en contra del proyecto para crear una la ley de prevención de la ludopatía por parte de la Cámara de Diputados que quiere defender a las empresas y no a los ciudadanos escudándose en la libertad.
Asegura tener posturas antifeministas e indicó que participó en la «guerra cultural» contra este movimiento. También se manifestó contra la cuarentena en Argentina y la Ley de Interrupción Voluntaria del Embarazo.
Es partidaria del senicidio, para que el Estado no tenga que pagar los gastos que generan.
Anunció una iniciativa para legalizar la renuncia parental ante embarazos no deseados, en atención a fallos como el de una medida cautelar peticionada por un padre de un menor por nacer con el fin de que su expareja no abortase, donde los magistrados consideraron que la libre voluntad de la madre debe primar frente al deseo y la voluntad expresadas por personas diferentes a ella.
En 2024, al defender el proyecto de ley de ampliación del Registro de Datos Genéticos, dijo  haber sido víctima de una violación a los 26 años:
En agosto de 2024 trascendió en los medios nacionales una declaración de Lemoine señalando que el periodista y excandidato a vicepresidente, Luis Rosales, y el diputado nacional José Luis Espert,  aseguraron tener videos sobre Espert,  seguida de varios improperios contra su esposa. La diputada confirmó que es un audio real y no desmintió nada de lo que dijo, sólo señaló que se trata de un audio viejo y que, cuando lo grabó, estaba enojada con el entorno del economista.

## Historial electoral
|  | 3,24 % |

|  | 1.82 % |

|  | 21,72 % |

|  | 25,44 % |